# KRC De Panne
KRC De Panne is een Belgische voetbalclub uit De Panne. De club is aangesloten bij de KBVB met stamnummer 131 en heeft blauw-zwart als clubkleuren. De Panne speelt haar thuiswedstrijden in de Bella Boy. De club speelt al heel zijn bestaan in de provinciale reeksen

## Geschiedenis
RC De Panne werd in de jaren 20 van de 20e eeuw opgericht. Aanvankelijk speelde het zijn thuiswedstrijden op een terrein op zo'n 200 meter van het huidige veld. Begin jaren 90 verhuisde de club naar de Bella Boy, waar het twee velden ter beschikking heeft.
Vanaf het seizoen 2009/10 werkten de jeugdploegen van KRC De Panne samen met voetbalploeg KVV Coxyde en later ook met KVV Oostduinkerke. Hierdoor konden de jeugdspelers aantreden in de nationale jeugdreeksen. Sinds het voetbalseizoen 2018/2019 is deze samenwerking gestopt wegens allerhande redenen. KRC De Panne stampte zelf een nieuwe jeugdwerking uit de grond. Van de laatste 12 confrontaties van KSV Veurne, de grootste rivaal van KRC De Panne, werd er slechts één duel verloren.

## Resultaten
| Seizoen | Klasse | Klasse | Klasse | Klasse | Reeks                | Punten | Opmerkingen                            |
| ------- | ------ | ------ | ------ | ------ | -------------------- | ------ | -------------------------------------- |
|         | P.1    | P.2    | P.3    | P.4    |                      |        |                                        |
| 2006/07 |        |        |        | 10     | Vierde Provinciale A | 21     |                                        |
| 2007/08 |        |        |        | 12     | Vierde Provinciale A | 25     |                                        |
| 2008/09 |        |        |        | 7      | Vierde Provinciale A | 40     |                                        |
| 2009/10 |        |        |        | 4      | Vierde Provinciale A | 51     |                                        |
| 2010/11 |        |        |        | 1      | Vierde Provinciale A | 54     |                                        |
| 2011/12 |        |        | 14     |        | Derde Provinciale B  | 27     | Barrages behoud verloren               |
| 2012/13 |        |        |        | 4      | Vierde Provinciale A | 58     | Promotie via eindronde                 |
| 2013/14 |        |        | 12     |        | Derde Provinciale A  | 30     |                                        |
| 2014/15 |        |        | 10     |        | Derde Provinciale A  | 36     |                                        |
| 2015/16 |        |        | 6      |        | Derde Provinciale A  | 48     |                                        |
| 2016/17 |        |        | 6      |        | Derde Provinciale A  | 50     |                                        |
| 2017/18 |        |        | 11     |        | Derde Provinciale A  | 39     |                                        |
| 2018/19 |        |        | 12     |        | Derde Provinciale A  | 37     |                                        |
| 2019/20 |        |        | 12     |        | Derde Provinciale A  | 25     | Competitie afgebroken na 25 speeldagen |
| 2020/21 |        |        | -      |        | Derde Provinciale A  | -      | Competitie stopgezet                   |
| 2021/22 |        |        | 8      |        | Derde Provinciale A  | 42     |                                        |
| 2022/23 |        |        | 15     |        | Derde Provinciale B  | 24     | Degradatie                             |
| 2023/24 |        |        |        | 8      | Vierde Provinciale A | 45     |                                        |
| 2024/25 |        |        |        | 6      | Vierde Provinciale A | 43     |                                        |
| 2025/26 |        |        |        |        | Vierde Provinciale A |        |                                        |